# Bythinella ferussina
Bythinella ferussina е вид коремоного от семейство Hydrobiidae. Видът не е застрашен от изчезване.

## Разпространение
Разпространен е във Франция.